# Модель гиперинфляции Кейгана
Модель гиперинфляции Кейгана (Кагана) — математическая модель, упрощённо описывающая динамику инфляции в условиях зависимости спроса на деньги только от инфляционных ожиданий и в отсутствие экономического роста. Фактически данная модель описывает ситуации гиперинфляции, при которой инфляционные ожидания начинают играть решающую роль в экономике. Модель предложена в 1956 году американским экономистом Филлипом Кейганом.

## История возникновения
В 1956 году Филлип Кейган предложил в своей статье «Монетарная динамика гиперинфляции» свою модель инфляции.

## Предпосылки и вывод модели

### Модель спроса на деньги
Реальный спрос на деньги {\displaystyle (M/P)^{D}} моделируется как функция только инфляционных ожиданий {\displaystyle \pi ^{e}}, а именно:
{\displaystyle \ln(M/P)^{D}=-\alpha \pi ^{e}}
,
где {\displaystyle \alpha } — положительный параметр, характеризующий эластичность спроса на деньги по темпу инфляции.
Реальный спрос на деньги в соответствии с общим условием равновесия равен реальному предложению денег {\displaystyle M/P}, где {\displaystyle M} — номинальное денежное предложение, {\displaystyle P} — общий уровень цен.
Следовательно, данное предположение означает следующую зависимость между номинальным денежным предложением, уровнем цен и инфляционными ожиданиями:
{\displaystyle \ln M-\ln P=-\alpha \pi ^{e}}.
Дифференцируя эту модель по времени, может быть получена зависимость между соответствующими темпами роста (точкой сверху обозначается производная по времени):
{\displaystyle m-\pi =-\alpha {\dot {\pi }}^{e}},
где {\displaystyle m={\dot {M}}/M} — темп роста денежной массы (номинального денежного предложения), который в модели предполагается постоянным; {\displaystyle \pi ={\dot {P}}/P} — фактическая инфляция.

### Модель инфляционных ожиданий
В модели Кейгана предполагается, что инфляционные ожидания {\displaystyle \pi ^{e}} являются адаптивными, то есть формируются согласно следующей модели:
{\displaystyle {\dot {\pi }}^{e}=\beta (\pi -\pi ^{e})},
где {\displaystyle \beta } — положительный параметр адаптивных инфляционных ожиданий, характеризующий скорость сходимости (приспособления, адаптации) ожиданий к фактической инфляции (при условии стабилизации последней).
В рамках такой модели если фактическая инфляция в данный момент выше ожидаемой, то ожидания корректируются вверх (скорость коррекции ожиданий положительна и пропорциональна отклонению фактической инфляции от ожидаемой) и наоборот.

### Вывод модели динамики инфляции
Используя модель инфляционных ожиданий и модель спроса на деньги в дифференциальной в форме получим:
{\displaystyle m-\pi =-\alpha \beta (\pi -\pi ^{e})},
откуда можно выразить фактическую инфляцию через инфляционные ожидания и темп роста денежной массы:
{\displaystyle \pi ={\frac {m-\alpha \beta \pi ^{e}}{1-\alpha \beta }}},
Если это выражение дифференцировать по времени, получим:
{\displaystyle {\dot {\pi }}={\frac {-\alpha \beta }{1-\alpha \beta }}{\dot {\pi }}^{e}},
Воспользовавшись тем, что {\displaystyle m-\pi =-\alpha {\dot {\pi }}^{e}}, получается следующая модель инфляции в дифференциальной форме:
{\displaystyle {\dot {\pi }}={\frac {\beta }{1-\alpha \beta }}(m-\pi )}.
Решение этого дифференциального уравнения представляет в явной форме зависимость инфляции от времени:
{\displaystyle \pi _{t}=m+(\pi _{0}-m)e^{-\lambda t},\lambda ={\frac {\beta }{1-\alpha \beta }}}

## Анализ модели
Поскольку подразумевается гиперинфляционная экономика, то можно считать, что {\displaystyle \pi _{0}>m}. Из модели следует, что если {\displaystyle \alpha \beta <1}, то {\displaystyle \lambda } положительно и модель описывает экспоненциальную сходимость инфляции к темпу роста денежной массы {\displaystyle m} со временем. Эта ситуация возникает при низкой эластичности спроса на деньги по ожидаемой инфляции и низкой скорости пересмотра инфляционных ожиданий. При таких условиях модель в равновесии фактически описывает ситуацию когда инфляция равна темпу роста денежной массы, что соответствует количественной теории денег.
Однако, при высокой скорости адаптации инфляционных ожиданий и (или) высокой эластичности реального спроса на деньги по инфляционным ожиданиям модель приводит к бесконечному росту инфляции, то есть экономика может не прийти к равновесию. Рост инфляционных ожиданий приводит к резкому сокращению спроса на деньги, что при фиксированном темпе роста денежного предложения приводит к ещё большему усилению инфляции. Это приводит к существенному росту инфляционных ожиданий и по тем же причинам инфляционная спираль только усиливается. Инфляция усиливается несмотря на постоянный темп роста денежной массы. В такой экономике требуются меры, которые могли бы снизить уровень нервозности экономических агентов.
Модель Кейгана является весьма упрощённой, лишь качественно, в общих чертах, описывающей особенности динамики инфляции. Основной недостаток модели Кейгана — не учитывается влияние динамики ВВП на реальный спрос на деньги.